# Coridorul Mediteran
Coridorul Mediteran este a treia din cele nouă axe prioritare ale rețelei transeuropene de transport (TEN-T).

## Cale ferată
Coridorul Mediteran traversează șase țări ale UE (Spania, Franța, Italia, Slovenia, Croația și Ungaria), pe o distanță de peste 6.000  de kilometri de-a lungul traseului: Almeria-Valencia/Madrid-Zaragoza/Barcelona-Marsilia-Lyon-Torino-Milano-Verona-Padova/Veneția-Trieste/Koper-Ljubljana-Budapesta-Záhony.

### Ramurile principale
Cele cinci ramuri principale ale Coridorului Mediteran sunt:
- Algeciras-Bobadilla-Madrid-Zaragoza-Tarragona
- Sevilia-Bobadilla-Murcia
- Cartagena-Murcia-Valencia-Tarragona
- Tarragona-Barcelona-Perpignan-Marsilia/Lyon-Torino-Novara-Milano-Verona-Padova-Veneția-Ravenna/Trieste/Koper-Ljubljana-Budapesta
- Ljubljana/Rijeka-Zagreb-Budapesta